# Phacodes ferrugineus
Phacodes ferrugineus là một loài bọ cánh cứng trong họ Cerambycidae.